# Julius Lichtenfels
Julius Lichtenfels (ur. 19 maja 1884, zm. 29 czerwca 1968) – szermierz reprezentujący Cesarstwo Niemieckie, uczestnik letnich igrzysk olimpijskich w 1908 oraz 1912 roku.